# Парко дељи Уливи (Палермо)
Парко дељи Уливи је насеље у Италији у округу Палермо, региону Сицилија.
Према процени из 2011. у насељу је живело 334 становника. Насеље се налази на надморској висини од 64 м.